# Canton de Grenade-sur-l'Adour
Le canton de Grenade-sur-l'Adour est  une ancienne division administrative française située dans le département des Landes et la région Aquitaine. Il a été supprimé par le nouveau découpage cantonal entré en vigueur en 2015.

## Géographie
Ce canton était organisé autour de Grenade-sur-l'Adour dans l'arrondissement de Mont-de-Marsan. Son altitude variait de 41 m (Saint-Maurice-sur-Adour) à 141 m (Lussagnet) pour une altitude moyenne de 80 m.

## Communes
Le canton de Grenade-sur-l'Adour comprenait onze communes et comptait 7 777 habitants (population municipale) au 1er janvier 2010.
| Nom                     | Code Insee | Intercommunalité     | Superficie (km2) | Population (dernière pop. légale) | Densité (hab./km2) |
| ----------------------- | ---------- | -------------------- | ---------------- | --------------------------------- | ------------------ |
| Artassenx               | 40012      | CC du Pays grenadois | 5,50             | 257 (2014)                        | 47                 |
| Bascons                 | 40025      | CC du Pays grenadois | 18,70            | 884 (2014)                        | 47                 |
| Bordères-et-Lamensans   | 40049      | CC du Pays grenadois | 15,60            | 342 (2014)                        | 22                 |
| Castandet               | 40070      | CC du Pays grenadois | 16,66            | 400 (2014)                        | 24                 |
| Cazères-sur-l'Adour     | 40080      | CC du Pays grenadois | 31,25            | 1 066 (2014)                      | 34                 |
| Grenade-sur-l'Adour     | 40117      | CC du Pays grenadois | 19,72            | 2 546 (2014)                      | 129                |
| Larrivière-Saint-Savin  | 40145      | CC du Pays grenadois | 16,85            | 618 (2014)                        | 37                 |
| Lussagnet               | 40166      | CC du Pays grenadois | 8,43             | 78 (2014)                         | 9,3                |
| Maurrin                 | 40175      | CC du Pays grenadois | 13,38            | 458 (2014)                        | 34                 |
| Saint-Maurice-sur-Adour | 40275      | CC du Pays grenadois | 9,53             | 573 (2014)                        | 60                 |
| Le Vignau               | 40329      | CC du Pays grenadois | 11,07            | 514 (2014)                        | 46                 |

## Représentation

### Conseillers généraux de 1833 à 2015
| Période | Période      | Identité                                                       | Étiquette                | Qualité                                                                                                   |
| ------- | ------------ | -------------------------------------------------------------- | ------------------------ | --- |
| 1833    | 1836         | Joseph Dominique Papin de Saint-Christau                       |                          | Propriétaire à Benquet                                                                                    |
| 1836    | 1853 (décès) | Jean-Édouard Brettes                                           |                          | Président du Tribunal civil de Mont-de-Marsan                                                             |
| 1853    | 1871         | Luc Dosque-Moras                                               |                          | Chef de bataillon du Génie retraité à Grenade-sur-l'Adour                                                 |
| 1871    | 1901 (décès) | Armand de Dampierre Millancourt (1816-1901)                    | Droite légitimiste       | Maire du Vignau                                                                                           |
| 1901    | 1913         | Gérard de Dampierre Millancourt (fils du précédent, 1851-1926) | Droite monarchiste       | Officier de cavalerie Maire de Cazères-sur-l'Adour (1908-1924)                                            |
| 1913    | 1919         | Jean-Édouard Labarbe                                           | Rad.                     | Maire du Vignau                                                                                           |
| 1919    | 1931         | Jean-Baptiste Saint-Pé                                         | Républicain opportuniste | Maire de Grenade-sur-l'Adour (1912-1930)                                                                  |
| 1931    | 1937         | Jean-Édouard Labarbe                                           | Rad.                     | Maire du Vignau, conseiller d'arrondissement                                                              |
| 1937    | 1940         | François Brousse                                               | Rad.                     | Minotier Maire de Grenade-sur-l'Adour (1930-1945) Nommé conseiller départemental en 1943                  |
|         |              |                                                                |                          | |
| 1945    | 1951         | Raoul Laporterie                                               | Rad.                     | Commerçant à Mont-de-Marsan, maire de Bascons, ancien conseiller d'arrondissement Juste parmi les Nations |
| 1951    | 1982         | Pierre Bouneau                                                 | CNI puis UDF             | Industriel Sénateur de 1965 à 1983 Maire de Grenade-sur-l'Adour                                           |
| 1982    | 2015         | Pierre Dufourcq                                                | UDF puis NC-UDI          | Maire de Grenade-sur-l'Adour (1989-2020)                                                                  |

### Conseillers d'arrondissement (de 1833 à 1940)
| Période                                  | Période      | Identité                                     | Étiquette   | Qualité |
| ---------------------------------------- | ------------ | -------------------------------------------- | ----------- | --- |
| 1833                                     | 1836         | Pierre Paul Damien Duperron (1798-1857)      |             | Propriétaire à Castandet                                                                                    |
| 1836                                     | 1839         | M. Lameson                                   |             | Juge suppléant, propriétaire à Grenade                                                                      |
| 1839                                     | 1848         | Pierre Paul Damien Duperron                  |             | Juge de paix à Grenade                                                                                      |
|                                          |              |                                              |             | |
| 1886                                     | 1893 (décès) | M. Saint-Sevin-Béguery                       | Républicain | Propriétaire à Maurrin                                                                                      |
|                                          |              |                                              |             | |
| 1898                                     |              | M. Balade                                    | Républicain | |
|                                          |              |                                              |             | |
| 1904                                     | 1919         | Georges Dulau                                | Libéral     | Maire de Castandet                                                                                          |
| 1919                                     | 1928         | Maurice Darrasse                             | RG          | Ancien Vice-Président du Conseil de Préfecture                                                              |
| 1928                                     | 1931         | Jean-Édouard Labarbe                         | Rad.        | Maire du Vignau, ancien conseiller général                                                                  |
| 1931                                     | 1934         |                                              |             | |
| 1934                                     | 1935 (décès) | Comte Joseph de Laurens-Castelet (1882-1935) |             | Propriétaire du château, maire de Benquet, Président du syndicat d'élevage de la race bovine bazadaise      |
|                                          |              |                                              |             | |
| 1937                                     | 1940         | Raoul Laporterie                             | Radical     | Agriculteur à Bascons                                                                                       |
| 1940                                     |              |                                              |             | Les conseils d'arrondissement ont été suspendus par la loi du 12 octobre 1940 et n'ont jamais été réactivés |
| Les données manquantes sont à compléter. |              |                                              |             | |

## Démographie
| 1962  | 1968  | 1975  | 1982  | 1990  | 1999  | 2006  | 2010  | - |
| ----- | ----- | ----- | ----- | ----- | ----- | ----- | ----- | - |
| 5 173 | 6 038 | 5 970 | 6 336 | 6 739 | 6 939 | 7 615 | 7 777 | - |